# KR211V
KR211V è la moto sviluppata dal team KR di Kenny Roberts che ha disputato il motomondiale 2006, sostituendo la Proton KR5.

## Descrizione
Il modello è stato equipaggiato con il motore Honda a 5 cilindri a V di 75°, della stessa famiglia di quello utilizzato sulla Honda RC211V, mentre il telaio era interamente prodotto dal Team KR, così come la carenatura.
In quell'anno la moto è stata equipaggiata con pneumatici Michelin e ha ottenuto, come migliori risultati, due piazzamenti a podio e il sesto posto finale nella classifica piloti con Kenny Roberts Jr (unico pilota del team), nonché il quinto posto finale nella classifica costruttori con 134 punti.
La carriera della moto ebbe termine alla fine dell'anno stesso, anche a causa dei nuovi regolamenti della MotoGP che prevedevano una riduzione della cilindrata, e si chiuse con 17 presenze nei singoli gran premi e un giro più veloce in corsa ottenuto nel GP del Portogallo.
Venne sostituita per il motomondiale 2007 dalla KR212V.